# Rebecca Goldblat
Rebecca Goldblat (* 22. August 1984 in Wien) ist eine österreichisch-französische Schauspielerin und Synchronsprecherin.

## Werdegang
Goldblat absolvierte ihre Schauspielausbildung in den Jahren 2001 und 2002 an der Bayerischen Theaterakademie. 2002 nahm sie zudem Filmcoaching-Unterricht bei Frank Betzelt und Jan Messutat.
Einem breiten Publikum wurde sie bekannt als Katharina „Kati“ Fuchs in der ARD-Vorabend-Serie Marienhof, die zunächst als durchgängige Nebenrolle angelegt war, später jedoch in den Hauptcast aufgenommen wurde. In dieser Rolle war sie vom 14. Januar 2004 bis 7. März 2005 zu sehen.
Danach folgten Kleinrollen-Engagements, etwa in den Krimi-Serien Die Rosenheim-Cops und SOKO 5113. 2004 spielte sie zudem im Musikvideo zu dem Song „Love me Tender“ der Band The 12 Cellists Play mit.
Rebecca Goldblat spricht neben ihrer Muttersprache fließend Englisch und Französisch, letzteres als zweite Muttersprache. Seit 2007 lebt sie in Paris, wo sie von 2007 bis 2009 die Ecole d’art dramatique Eva Saint Paul besuchte und nun unter dem Künstlernamen Elodie Bouleau arbeitet. Ihre Profession konnte sie seither durch Engagements am Theater erweitern, etwa im Molière-Klassiker L’école des femmes. Daneben arbeitet sie auch weiterhin im deutschsprachigen Raum.

## Filmografie

### Film Deutschland
- 2003: Noras Wunsch (Kurzfilm) (als Nora)
- 2004: Setup (Kurzfilm) (als Tochter)
- 2010: Drei Schweine (Kurzfilm) (als Becki)

### Film Frankreich
- 2007: Diffraction (Kurzfilm) (als Anna)
- 2007: The Truman Show (Kurzfilm-Remake) (als Fr. Truman)
- 2007: Linge Sale (Kurzfilm) (als Snob)
- 2009: Sorgoi Prakov (als junge Pariserin)
- 2011: Confidential (Kurzfilm) (als Ermittlerin)
- 2011: Porquoi moi (Kurzfilm) (als Ella)

### Synchronisation
- 2009: Carlos – Der Schakal (Rolle: Nada)
- 2010: Black Swan (Rolle: Madeline)
- 2011: Big Mama’s Haus – Die doppelte Portion (Rolle: Schulmädchen)

### Fernsehen
- 2004–2005: Marienhof (als Kati Fuchs)
- 2006: SOKO 5113
  - Das kleine Biest (als junges Mädchen)
  - Einer für Alle (als Ruth Seitz)
- 2006/2007: Die Rosenheim-Cops
  - 2006: Doppelte Venus (als Zimmermädchen)
  - 2007: Tödliche Beichte (als Lilli Vogel)

### Sonstiges
- 2004: Videoclip zu Love me tender von The 12 Cellists Play
- 2005: Auftritt im Kino-Trailer Entre Aguas (als Altana Bergara)

## Theater
- 2008–2009: Théâtre 13 (jeweils einmalige Aufführungen)
  - 2008: La bonne âme de Setchouan (als Shen Te)
  - 2009: Angelo, tyran de Padoue (als Catarina)
- 2008: Théâtre Aktéon
  - Les Justes (als La grande Duchesse)
  - Jaques a dit (als Victoir)
- 2009–2010: L’école des femmes (als Agnès)
  - 2009: Theo Théâtre
  - 2010: Théâtre du Lucernaire
- 2009/2011: Les Précieuses ridicules (als Marotte)
  - 2009: Théâtre Essaïon
  - 2011: Théâtre du Chêne noir
- 2011: Théâtre Saint-Georges & Boissy-Saint-Léger – Fric, mensonges et vidéos (als Mariane)